# Kristaps Porziņģis
Kristaps Porzingis (Liepāja, 2 de agosto de 1995) é um jogador letão de basquete profissional que atualmente joga no Atlanta Hawks da National Basketball Association (NBA).
Porziņģis começou sua carreira profissional na equipe do Sevilla em 2012. Ele rapidamente subiu nas categorias de base da equipe e tornou-se a figura principal da equipe em 2013. Ele se declarou para o draft da NBA de 2015 e foi selecionado pelo New York Knicks como a quarta escolha geral.
Em Nova York, Porziņģis era visto como a pedra angular em potencial dos Knicks, mas após desentendimentos com a diretoria, ele foi negociado para o Dallas Mavericks em 2019. Em Dallas, Porziņģis foi atormentado por lesões e foi negociado para o Washington Wizards em 2022. Ele se recuperou, mas foi trocado para o Boston Celtics em 2023 como parte do desejo da diretoria dos Wizards de reconstruir a equipe. Com os Celtics, ele conquistou o título da NBA em 2024.

## Início da carreira
Porziņģis seguiu os passos de seus pais e começou a jogar basquete aos seis anos. Quando ele completou 12 anos, seu irmão mais velho, Jānis, que jogou profissionalmente na Europa, o levou para os seus treinos. Ele jogou em competições juvenis com o BK Liepājas Lauvas, o clube mais famoso de sua cidade natal, até os 15 anos. Um agente da Letônia enviou um vídeo dele nessa época para equipes na Espanha e na Itália. 
Em 2010, o Baloncesto Sevilla, clube que tinha uma equipe profissional competindo na Liga ACB, chamou Porziņģis para um teste na tentativa de recrutar talentos estrangeiros para suas divisões de base. Porziņģis recordou o momento e disse: "Vim aqui com o meu irmão durante dois ou três dias, mas estava muito calor e por isso não consegui jogar ao meu melhor. Ainda assim, recebi um contrato no verão de 2010 e assinei com o clube." Inmaculada Avivar, nutricionista do clube, diagnosticou que Porziņģis sofria de anemia e isso fazia com que ele sentisse fadiga, falta de ar e incapacidade de se exercitar. No entanto, ele gradualmente superou a condição e começou a ver melhorias em seu jogo. Além de seus problemas médicos, Porziņģis teve problemas para aprender o idioma em Sevilha, deixando-o relutante em voltar para lá após seu primeiro teste. Em sua primeira temporada jogando pelo time júnior, ele lutou para se comunicar com a comissão técnica e seus companheiros de equipe e muitas vezes estava com sono devido à sua saúde.
Porziņģis estreou nas divisões de base do Sevilla em 4 de Janeiro de 2012, registrando 12 pontos e 10 rebotes contra o FC Barcelona no Nike International Junior Tournament (NIJT). Sobre esse torneio, Porziņģis disse: "Eu sabia que era um torneio de prestígio e que eu tinha que ir bem. Acho que poderia ter feito muito melhor, mas não estava fisicamente 100%. Vi vídeos e poderia ter sido muito mais agressivo. Mas gostaria de ter jogado melhor." Ele terminou o torneio com médias de 9,2 pontos, 4,8 rebotes e 2,6 bloqueios. 
Porziņģis jogou no mesmo torneio no início de 2013. Em 4 de janeiro, contra o Union Olimpija, ele registrou 15 pontos e 6 rebotes. Em 6 de janeiro, na final do torneio contra o Real Madrid, ele teve 24 pontos e 11 rebotes. Porziņģis provou ser mais eficaz em seu segundo ano com médias de 16,6 pontos, 8,4 rebotes e 2,6 bloqueios. Esta seria seu último torneio nas categorias de base do Sevilla.

## Carreira profissional

### Sevilha (2012–2015)

#### 2012–13: Temporada de estreia
Entrando na temporada de 2012-13 da Liga ACB, o Sevilla contratou Aíto García Reneses, que já tinha trabalhado com os jovens Pau Gasol, Juan Carlos Navarro, Ricky Rubio e Rudy Fernández. 
Em 29 de setembro de 2012, Porziņģis teve a oportunidade de jogar pela primeira equipe do clube, mas foi autorizado a jogar apenas um minuto. Em 16 de janeiro de 2013, ele teve apenas quatro minutos contra o Spartak Saint Petersburg e registrou um rebote e uma assistência na EuroCup. Ele marcou sua primeira cesta pela equipe principal em 20 de fevereiro de 2013, em uma revanche contra o Spartak. Porziņģis disse: "Estava muito nervoso no início: queria jogar bem e não sofrer desvios. Ao mesmo tempo, ganhei muita confiança com jogadores da minha idade. Isso me permitiu jogar melhor com a primeiro equipe e treinar com mais confiança."

#### 2013–14: Segunda temporada e consideração da NBA
Em 6 de abril de 2014, Porziņģis marcou 20 pontos, seu recorde na carreira, contra o Real Madrid. Apesar de sua equipe perder esse jogo, ele começou a se destacar nas mídias sociais por causa de seu desempenho. Ele disse: "Foi um jogo muito bom para mim no ataque. Não peguei nenhum rebote naquele jogo. Tive uma boa noite de arremesso, mas poderia ter ajudado mais na defesa. Ainda assim, os torcedores em Madri me deram uma boa ovação quando falhei e gostei muito disso." Em 25 de maio, ele teve a chance de enfrentar seu ídolo Justin Doellman, do Barcelona, a quem chamou de "melhor ala do basquete espanhol" e marcou 14 pontos.
Em abril, Porziņģis se declarou elegível para o draft da NBA de 2014. Antes e depois de tomar a decisão, ele atraiu o interesse de equipes da National Basketball Association (NBA), como o Orlando Magic, que detinha a 12ª escolha geral, e viajou para a Europa para procurá-lo. No entanto, pouco antes do dia do draft, ele retirou seu nome. O agente de Porziņģis, Andy Miller, divulgou a informação à ESPN, dizendo que seu cliente não se sentia preparado para fazer parte da NBA e queria desenvolver suas habilidades até o draft de 2015. Um dos gerentes gerais da liga comentou sobre ele: "Ele é muito talentoso. Ele não estava pronto, mas nós consideraríamos seriamente contratá-lo de qualquer maneira. Se ele continuar a desenvolver seu jogo, conseguir mais minutos e seu corpo se desenvolver, acho que ele pode ser um dos cinco primeiros em 2015. Ele tem esse tipo de talento."

#### 2014–15: Estrela em ascensão da EuroCup
Antes da temporada de 2014-15 da ACB, o técnico Aíto García Reneses saiu do Sevilla. Em 4 de outubro de 2014, contra o Canarias, Porziņģis fez sua estreia na temporada na Liga ACB e marcou 3 pontos. Em 15 de outubro, ele fez sua primeira aparição na EuroCup de 2014–15 contra o EWE Baskets Oldenburg e marcou 2 pontos. Nas semanas seguintes, ele teve um forte desempenho na EuroCup contra o Pallacanestro Virtus Roma e registrou 18 pontos, 7 rebotes, 4 assistências, 4 roubadas de bola e 2 bloqueios. Ele registrou um duplo-duplo de 11 pontos e 11 rebotes em meados de novembro em uma vitória sobre o Estudiantes.
Em 15 de abril de 2015, Porziņģis foi nomeado o vencedor do Prêmio Estrela em Ascensão do EuroCup.

### New York Knicks (2015–2019)

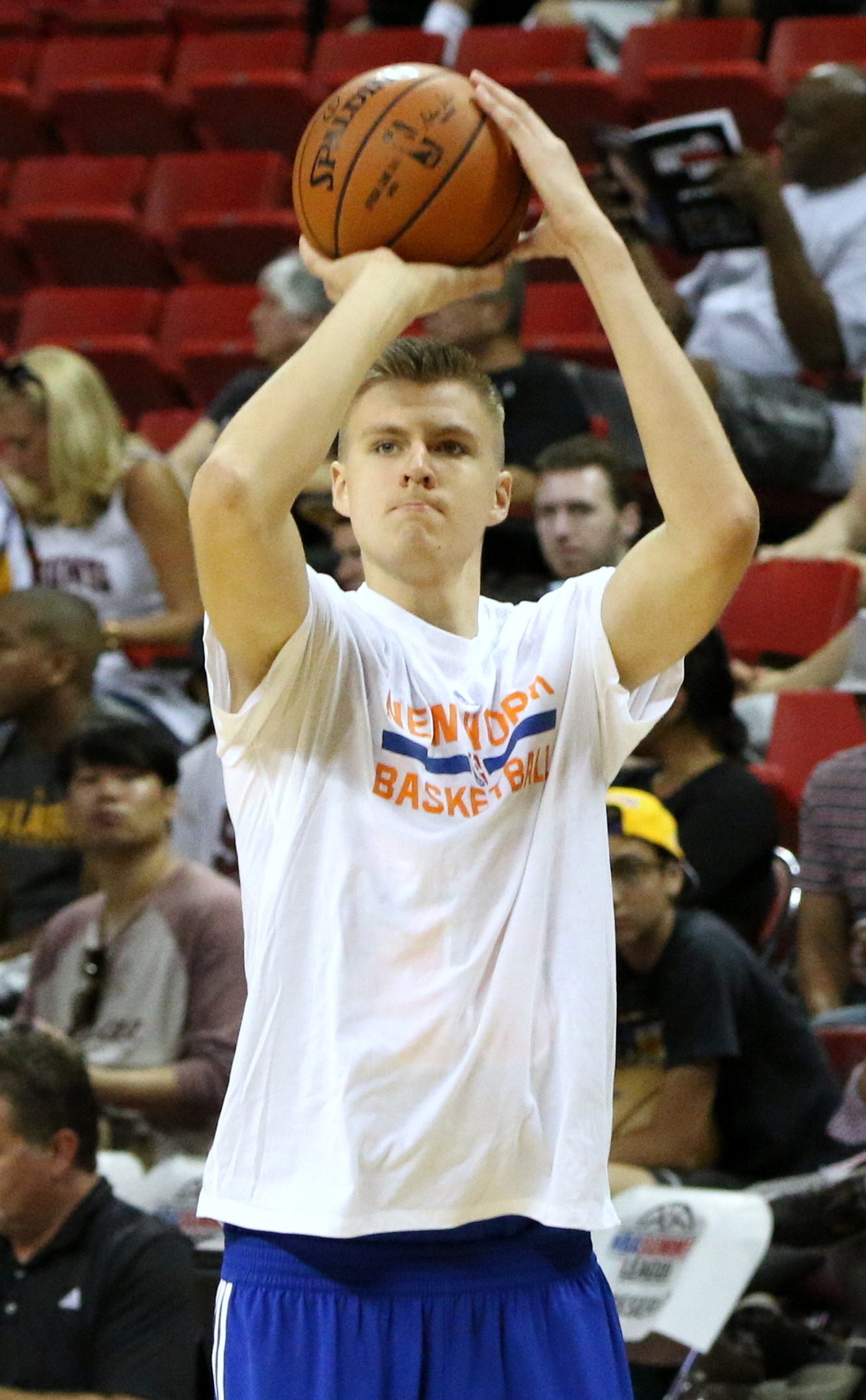
Durante a Summer League de 2015

Em 16 de abril de 2015, Porziņģis entrou no draft da NBA de 2015. Depois de ganhar uma temporada a mais de experiência, ele era considerado uma possível seleção entre os 5 primeiros. Ele atraiu o interesse de equipes como o Los Angeles Lakers, que tinha a escolha número 2 e tinha vários funcionários que viram Porziņģis jogar na Espanha. Ele foi comparado com jogadores como Pau Gasol e Dirk Nowitzki, mas também Darko Miličić, uma antiga seleção amplamente considerada um fracasso no draft. Adrian Wojnarowski do Yahoo! Sports escreveu: "Porziņģis tem uma consciência inata sobre a forma como o público americano vê um jovem e longo adolescente europeu. Ele vem para a NBA com o pleno entendimento de que a cultura popular do basquete o declara culpado até que se prove inocente dos crimes de basquete de Darko Miličić, Nikoloz Tskitishvili e Andrea Bargnani. Ele é considerado um fracasso até que não se torne um..."
Em 25 de junho de 2015, Porziņģis foi selecionado pelo New York Knicks como a quarta escolha geral no draft de 2015. Ele foi vaiado por alguns fãs de Nova York ao ser selecionado, mas prometeu mudar as opiniões dos fãs sobre ele.

#### 2015–16: Temporada de estreia

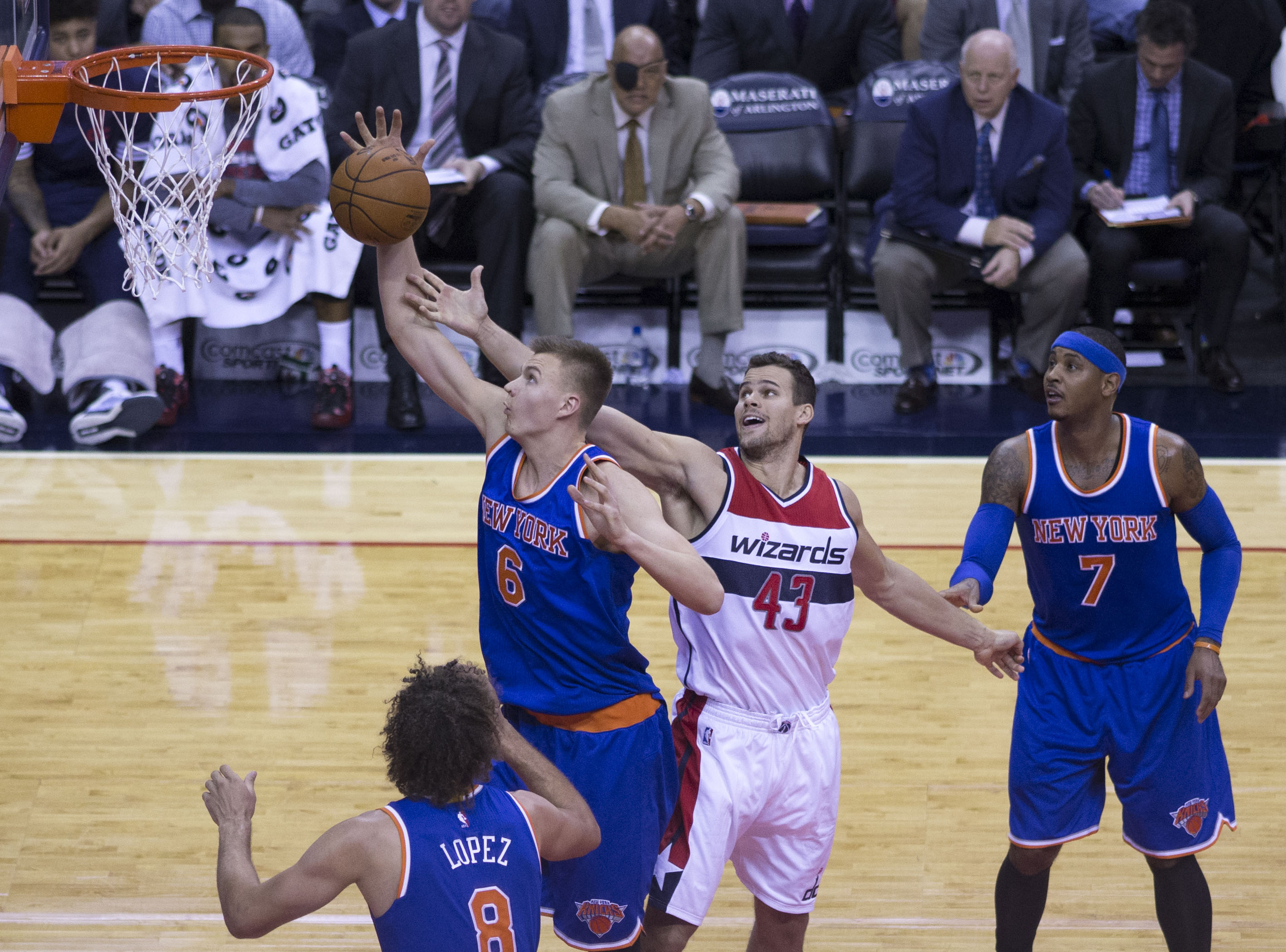
Porziņģis em seu terceiro jogo na NBA em 31 de outubro de 2015.

Em 30 de julho de 2015, Porziņģis assinou seu contrato de 2 anos e US$8.4 milhões com os Knicks.
Em 28 de outubro de 2015, em sua estreia na NBA, ele marcou 16 pontos e levou o New York a uma vitória por 122-97 sobre o Milwaukee Bucks. Em 21 de novembro de 2015, ele registrou 24 pontos, 14 rebotes e sete bloqueios para levar os Knicks a uma vitória por 107-102 sobre o Houston Rockets, tornando-se o primeiro jogador de 20 anos a ter tal linha de estatísticas em um único jogo desde Shaquille O'Neal em 1992-93. Ele se tornou o primeiro novato a atingir esses totais desde Tim Duncan em 1998. 
Em 3 de dezembro de 2015, ele foi nomeado o Novato do Mês da Conferência Leste por jogos disputados em outubro e novembro. Ele ficou em terceiro lugar entre todos os novatos em pontuação (13,7) e foi o segundo em rebotes (9,3) e bloqueios (1,89) em outubro e novembro. Ele também ganhou os prêmio de Novato do Mês da Conferência Leste em dezembro e janeiro.
Em 23 de março de 2016, ele registrou 29 pontos e 10 rebotes na vitória por 115-107 sobre o Chicago Bulls. Ele estava a um ponto de se tornar o primeiro novato desde Patrick Ewing a fazer 30 pontos e 10 rebotes em um jogo pelos Knicks.
Na temporada de 2015–16, Porziņģis jogou em 72 dos 82 jogos dos Knicks, perdendo os últimos sete jogos da temporada devido a uma lesão no ombro direito. Ele terminou com médias de 14,3 pontos, 7,3 rebotes, 1,3 assistências e 1,9 bloqueios. Porziņģis terminou em segundo lugar no Prêmio de Novato do Ano, perdendo para Karl-Anthony Towns, e foi selecionado para a Primeira Equipe de Novatos.

#### 2016–18: Ascensão ao estrelato
Em 16 de novembro de 2016, Porziņģis marcou 35 pontos na vitória por 105-102 sobre o Detroit Pistons. Em 11 de dezembro de 2016, ele registrou 26 pontos, 12 rebotes e sete bloqueios em uma vitória por 118-112 sobre o Los Angeles Lakers. Em 19 de janeiro de 2017, ele foi reserva pela primeira vez em sua carreira na NBA depois de retornar de uma ausência de quatro jogos devido a uma lesão no tendão de Aquiles esquerdo. Posteriormente, ele marcou 15 pontos em uma derrota por 113-110 para o Washington Wizards.
Em 19 de outubro de 2017, No primeiro jogo dos Knicks na temporada, Porziņģis registrou 31 pontos e 12 rebotes na derrota por 105-84 para o Oklahoma City Thunder. Em 30 de outubro de 2017, ele marcou 38 pontos na vitória por 116-110 sobre o Denver Nuggets. Em 5 de novembro, Porziņģis marcou 40 pontos na vitória por 108-101 sobre o Indiana Pacers.
Porziņģis foi posteriormente nomeado Jogador da Semana da Conferência Leste pelos jogos de 30 de outubro a 5 de novembro. Porziņģis registrou o melhor começo de temporada de um jogador dos Knicks fazendo 300 pontos em 10 jogos, dois a mais do que Bernard King na temporada de 1984-85. Em 23 de janeiro de 2018, ele foi nomeado reserva da Conferência Leste no All-Star Game de 2018.
Em 6 de fevereiro de 2018, em uma derrota por 103-89 para o Milwaukee Bucks, Porziņģis rompeu o ligamento cruzado anterior e foi descartado do resto da temporada.

#### 2018–19: Lesão e recuperação
Em outubro de 2018, os Knicks decidiram não usar uma extensão no contrato de novato de Porziņģis, uma jogada que daria a Nova York um extra de US $ 10 milhões em espaço no cap no verão de 2019. Devido à recuperação de sua lesão, Porziņģis não jogou pelos Knicks no começo da temporada de 2018-19.

### Dallas Mavericks (2019–2022)
Em 31 de janeiro de 2019, depois que uma reunião com os Knicks deixou os funcionários da franquia com a impressão de que ele queria ser negociado, Porziņģis foi trocado, junto com Trey Burke, Courtney Lee e Tim Hardaway Jr., para o Dallas Mavericks por DeAndre Jordan, Wesley Matthews, Dennis Smith Jr., uma escolha de primeira rodada de 2021 e uma escolha de primeira rodada de 2023.
Ele ficou de fora do restante da temporada de 2018-19, se recuperando de sua lesão no ligamento cruzado anterior. Em 12 de julho, Porziņģis assinou um contrato de cinco anos e US $ 158 milhões com os Mavs.

#### 2019–20: estreia nos playoffs
Em 23 de outubro de 2019, Porziņģis estreou pelos Mavericks e registrou 23 pontos e 4 rebotes na vitória por 108-100 sobre o Washington Wizards. Em 31 de janeiro de 2020, ele teve 35 pontos e 12 rebotes na derrota por 128-121 para o Houston Rockets. Em 3 de fevereiro, Porziņģis registrou 38 pontos e 12 rebotes em uma vitória por 112-103 sobre o Indiana Pacers. Apenas dois dias depois, ele teve 32 pontos e 12 rebotes em uma derrota por 121-107 para o Memphis Grizzlies, antes de deixar o jogo com o nariz quebrado.
Em 1º de março, Porziņģis registrou 38 pontos, 14 rebotes e 5 bloqueios na vitória por 111-91 sobre o Minnesota Timberwolves. Três dias depois, ele registrou 34 pontos, 12 rebotes e 5 bloqueios na vitória por 127-123 sobre o New Orleans Pelicans, tornando-se o primeiro jogador desde Shaquille O'Neal em 2000 a ter jogos consecutivos de 30 pontos e 5 bloqueios. Em 2 de março de 2021, Porziņģis foi nomeado o Jogador da Semana da Conferência Oeste pelos jogos de 25 de fevereiro a 1 de março quando teve médias de 26,3 pontos, 11,8 rebotes e 2,3 bloqueios.
Em 31 de julho, Porziņģis registrou 39 pontos e 16 rebotes em uma derrota por 153-149 na prorrogação para o Houston Rockets. Este foi o primeiro jogo dos Mavericks na bolha da NBA, retornando de um hiato de quatro meses devido à pandemia do COVID-19. Em 6 jogos na bolha, Porziņģis teve médias de 30,5 pontos, 9,5 rebotes, 2,2 assistências e 1,5 bloqueios.
Em 17 de agosto, Porziņģis fez sua estreia nos playoffs da NBA em uma derrota por 118-110 no Jogo 1 para o Los Angeles Clippers e registrou 14 pontos e seis rebotes antes de ser expulso no início do terceiro quarto após uma briga com Marcus Morris. Dois dias depois, no Jogo 2, Porziņģis ajudaria os Mavericks a igualar a série com um desempenho de 23 pontos e 7 rebotes em uma vitória por 127-114. No Jogo 3, ele registrou 34 pontos e 13 rebotes em uma derrota por 130-122. Porziņģis perderia o restante da série com uma lesão no menisco lateral e Dallas seria eliminado em seis jogos.

#### 2020–21: Consequências dos playoffs

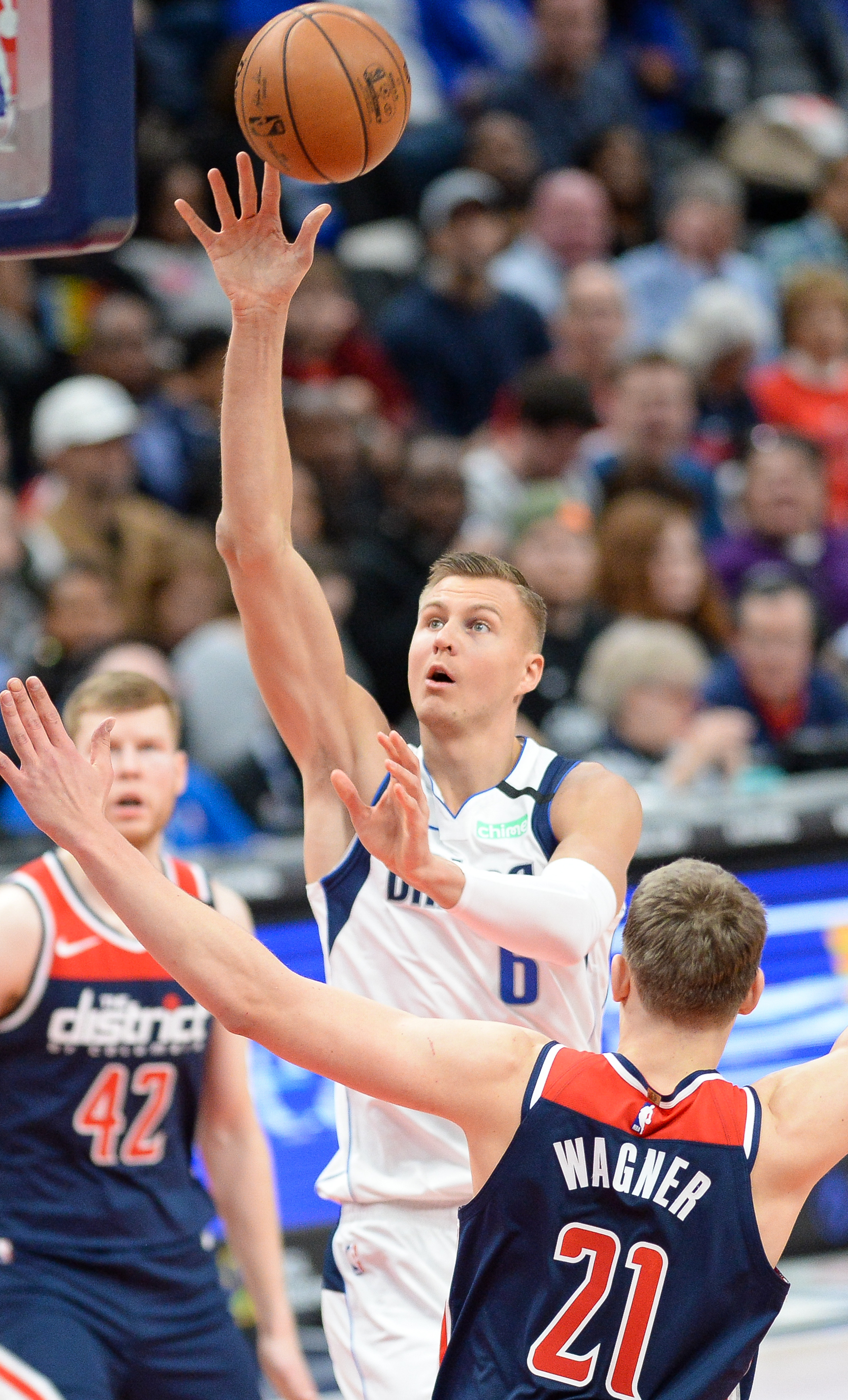
Porziņģis com os Mavericks em 2020

Em 9 de outubro de 2020, Porziņģis passou por uma cirurgia no menisco lateral rompido e perdeu os primeiros 9 jogos da temporada de 2020-21. Em 13 de janeiro de 2021, ele fez a sua estreia na temporada contra o Charlotte Hornets e marcou 16 pontos em 21 minutos. Como medida de precaução, Porziņģis não jogaria na maioria dos jogos consecutivos durante a temporada regular. 
Em 12 de fevereiro de 2021, Porzingis marcou 36 pontos, o recorde da temporada, na vitória por 143-130 sobre o New Orleans Pelicans. Em 26 de março de 2021, ele registrou 31 pontos e 18 rebotes em uma derrota por 109-94 para o Indiana Pacers. Dallas terminou a temporada com um recorde de 42-30 e conquistou a Divisão Sudoeste pela primeira vez desde a temporadade de 2009-10. Porziņģis terminou a temporada com médias de 20,1 pontos e 8,9 rebotes. Ele se tornou apenas o sexto jogador na história da franquia a ter várias temporadas com média de mais de 20 pontos, juntando-se a Mark Aguirre, Rolando Blackman, Luka Dončić, Michael Finley e Dirk Nowitzki.
No entanto, os números de Porziņģis caíram drasticamente durante a primeira rodada dos playoffs e ele teve médias de 13,1 pontos e 5,4 rebotes. Os Mavericks perderiam na primeira rodada para o Los Angeles Clippers pela segunda temporada consecutiva em sete jogos. Após a série, Porziņģis seria ridicularizado por seu desempenho abaixo da média com muitos fãs o chamando de "Pandemic P", um nome originalmente usado para zombar de Paul George por seu desempenho durante os playoffs de 2020. Porziņģis estava insatisfeito e rumores de que ele queria uma troca começaram a se formar, mas nada aconteceu. Ele começou a treinar para a próxima temporada e em um post no Instagram, prometeu voltar mais forte e refinado.

#### Temporada de 2021-22
Após os playoffs de 2021, os Mavericks se separaram do treinador Rick Carlisle após 13 temporadas. Jason Kidd foi contratado como novo treinador da equipe, marcando o sexto treinador de Porziņģis em sete temporadas da NBA. A off-season de 2021 foi a primeira em que Porziņģis não estava se recuperando de uma lesão desde que entrou na liga em 2015.
No primeiro jogo da temporada, Porziņģis registrou 11 pontos, 5 rebotes e 2 bloqueios na derrota por 87-113 para o Atlanta Hawks. Ele jogaria três jogos antes de perder uma série de jogos com tensão lombar. Em 12 de novembro de 2021, Porziņģis marcou 32 pontos na vitória por 123-109 sobre o San Antonio Spurs. Em 27 de dezembro de 2021, ele marcou 34 pontos em uma vitória por 132-117 sobre o Portland Trail Blazers.
Em 29 de janeiro de 2022, Porziņģis jogaria no que seria seu último jogo pelos Mavericks contra o Indiana Pacers; Porziņģ saiu no meio do jogo devido a uma contusão no joelho.

### Washington Wizards (2022–2023)
Em 10 de fevereiro de 2022, os Mavericks trocaram Porziņģis e uma escolha de segunda rodada de 2022 para o Washington Wizards em troca de Spencer Dinwiddie e Dāvis Bertāns.
Em 6 de março de 2022, Porziņģis jogou seu primeiro jogo pelos Wizards e marcou 25 pontos contra o Indiana Pacers. Em 19 de março de 2022, ele liderou os Wizards a uma vitória de virada por 127 a 119 sobre o Los Angeles Lakers. Em 30 de março de 2022, Porziņģis marcou 35 pontos na vitória por 127 a 110 sobre o Orlando Magic. Ele então anotou 24 pontos contra os Mavericks, seu ex-time, em uma vitória por 135-103. Nessa temporada, os Wizards não conseguiram chegar aos playoffs e ao torneio play-in, terminando com um recorde de 35-47.
Na temporada seguinte, em 12 de novembro de 2022, Porziņģis registrou um duplo-duplo com 31 pontos e 10 rebotes na vitória por 121 a 112 sobre o Utah Jazz. Em 28 de novembro, ele marcou 41 pontos na vitória por 142 a 127 sobre o Minnesota Timberwolves. No jogo seguinte, Porziņģis teve 27 pontos e 19 rebotes na derrota por 113 a 107 para o Brooklyn Nets.
Em 2 de janeiro de 2023, ele foi nomeado o Jogador da Semana da Conferência Leste da NBA, seu terceiro prêmio de Jogador da Semana da NBA na carreira e o primeiro com os Wizards. Porziņģis ajudou a levar os Wizards a uma semana invicta de 4-0 com médias de 24.5 pontos, 8.5 rebotes e 2.5 bloqueios.
Em 8 de março de 2023, ele marcou 43 pontos na derrota por 122 a 120 para o Atlanta Hawks. Apesar de uma média de 23,2 pontos, os Wizards mais uma vez perderam o torneio de play-in, terminando com um recorde de 35-47 pelo segundo ano consecutivo.

### Boston Celtics (2023–2025)
Em 23 de junho de 2023, os Wizards trocaram Porziņģis para o Boston Celtics como parte de um acordo de três equipes que enviou Marcus Smart para o Memphis Grizzlies e Tyus Jones para Washington. Boston também recebeu uma escolha de primeira rodada de 2023 e uma escolha de primeira rodada de 2024 dos Grizzlies, enquanto Washington adquiriu Danilo Gallinari, Mike Muscala e a escolha de segunda rodada de Boston de 2023. Porziņģis escolheu usar o número 8 com os Celtics, já que seu número 6 foi aposentado para Bill Russell.
Em 25 de outubro de 2023, Porziņģis fez sua estreia nos Celtics em um retorno ao Madison Square Garden contra o New York Knicks, impulsionando Boston para uma vitória de abertura da temporada por 108-104, registrando 30 pontos, oito rebotes e quatro bloqueios. Seus 30 pontos estabeleceram o recorde de mais pontos marcados em uma estreia na história dos Celtics.Em 28 de dezembro, Porziņģis alcançou sua maior pontuação na temporada, com 35 pontos e oito rebotes, em uma vitória de 128–122 na prorrogação contra o Detroit Pistons. Ele foi nomeado o Jogador da Semana da Conferência Leste na penúltima semana da temporada regular.
Os Celtics se classificaram para os playoffs como primeiro colocado da Conferência Leste e enfrentaram o Miami Heat na primeira rodada. Porziņģis sofreu uma distensão na panturrilha no Jogo 4 e perdeu o restante da série. Ele também perdeu as duas séries seguintes contra o Cleveland Cavaliers e o Indiana Pacers, enquanto os Celtics avançaram para as Finais da NBA de 2024, onde enfrentaram o Dallas Mavericks, seu time anterior. Porziņģis retornou para o Jogo 1 das Finais, vindo do banco e marcando 18 dos seus 20 pontos no primeiro tempo. No Jogo 2, Porziņģis sofreu uma nova lesão com uma "ruptura do retináculo medial, permitindo a luxação do tendão tibial posterior" na perna esquerda, que foi considerada totalmente não relacionada à lesão anterior na panturrilha, que o havia incomodado durante grande parte dos playoffs. Apesar de ter perdido os dois jogos seguintes, Porziņģis retornou no Jogo 5, onde marcou cinco pontos e ajudou os Celtics a garantir seu 18º título da NBA, estabelecendo um novo recorde.
Em 27 de junho de 2024, Porziņģis passou por uma cirurgia para reparar a lesão no retináculo, com um tempo estimado de recuperação de cinco a seis meses, o que o deixou de fora do início da temporada de 2024–25.
Em 24 de junho de 2025, foi trocado para o Atlanta Hawks em uma operação que também envolveu o Brooklyn Nets. Os Celtics receberam Georges Niang e uma escolha de segundo round em retorno pelo jogador letão.

## Carreira na seleção
Em 2017, Porziņģis jogou pela Seleção Letã no EuroBasket de 2017 e teve médias de 23,6 pontos, 5,9 rebotes e 1,9 bloqueios. A Letônia foi eliminada nas quartas de final pela eventual campeã Eslovênia por 97-103.
Após uma ausência de cinco anos, em agosto de 2022, Porziņģis voltou a jogar pela seleção na segunda rodada das Eliminatórias Europeias da Copa do Mundo de 2023. Em dois jogos, ele teve médias de 25,5 pontos, 14 rebotes e três bloqueios. Na vitória por 111-85 sobre a Turquia, Porziņģis registrou 22 pontos, 14 rebotes e 6 bloqueios em apenas 22 minutos de jogo. Na vitória da Letônia por 87-80 sobre a Grã-Bretanha, ele teve 29 pontos e 14 rebotes.

## Perfil do jogador
Porziņģis foi comparado a Dirk Nowitzki, com a dupla tendo sido preparada na Europa antes de entrar na NBA. Tanto Porziņģis quanto Nowitzki são jogadores com mais de dois metros de altura, que se sentem confortáveis em qualquer lugar da linha de frente e podem arremessar de fora. Durante sua temporada de estreia, Kevin Durant apelidou Porziņģis de "unicórnio" por causa de sua rara combinação de talentos.
Em janeiro de 2018, Porziņģis tinha uma média de 19 tentativas de arremesso por jogo nos Knicks, o maior número já feito por um jogador do seu tamanho. Devido à sua altura e mobilidade, Porziņģis é capaz de arremessar por cima da maioria dos defensores, com seu tamanho e alto volume criando uma vantagem única compartilhada por nenhum outro jogador da liga.

## Estatísticas da carreira

### NBA

#### Temporada regular
| Ano      | Equipe     | PJ  | PT  | MPJ  | AP   | 3P   | LL   | RT  | AS  | BR | TO  | PPJ  |
| -------- | ---------- | --- | --- | ---- | ---- | ---- | ---- | --- | --- | -- | --- | ---- |
| 2015–16  | New York   | 72  | 72  | 28.4 | .421 | .333 | .838 | 7.3 | 1.3 | .7 | 1.9 | 14.3 |
| 2016–17  | New York   | 66  | 65  | 32.8 | .450 | .357 | .786 | 7.2 | 1.5 | .7 | 2.0 | 18.1 |
| 2017–18  | New York   | 48  | 48  | 32.4 | .439 | .395 | .793 | 6.6 | 1.2 | .8 | 2.4 | 22.7 |
| 2019–20  | Dallas     | 57  | 57  | 31.8 | .427 | .352 | .799 | 9.5 | 1.8 | .7 | 2.0 | 20.4 |
| 2020–21  | Dallas     | 43  | 43  | 30.9 | .476 | .376 | .855 | 8.9 | 1.6 | .5 | 1.3 | 20.1 |
| 2021–22  | Dallas     | 34  | 34  | 29.5 | .451 | .283 | .865 | 7.7 | 2.0 | .7 | 1.7 | 19.2 |
| 2021–22  | Washington | 17  | 17  | 28.2 | .475 | .367 | .871 | 8.8 | 2.9 | .7 | 1.5 | 22.1 |
| 2022–23  | Washington | 65  | 65  | 32.6 | .498 | .385 | .851 | 8.4 | 2.7 | .9 | 1.5 | 23.2 |
| 2023–24  | Boston †   | 57  | 57  | 29.6 | .516 | .375 | .858 | 7.2 | 2.0 | .7 | 1.9 | 20.1 |
| Carreira | Carreira   | 459 | 458 | 30.6 | .461 | .358 | .835 | 7.9 | 1.8 | .7 | 1.7 | 20.0 |

#### Playoffs
| Ano      | Equipe   | PJ | PT | MPJ  | AP   | 3P   | LL   | RT  | AS  | BR  | TO  | PPJ  |
| -------- | -------- | -- | -- | ---- | ---- | ---- | ---- | --- | --- | --- | --- | ---- |
| 2020     | Dallas   | 3  | 3  | 31.3 | .525 | .529 | .870 | 8.7 | .7  | .0  | 1.0 | 23.7 |
| 2021     | Dallas   | 7  | 7  | 33.3 | .472 | .296 | .842 | 5.4 | 1.3 | 1.3 | .7  | 13.1 |
| 2024     | Boston † | 7  | 4  | 23.5 | .467 | .345 | .909 | 4.4 | 1.1 | .7  | 1.6 | 12.3 |
| Carreira | Carreira | 17 | 14 | 29.3 | .488 | .389 | .873 | 6.1 | 1.0 | .6  | 1.0 | 16.3 |

### Liga ACB
| Ano      | Equipe             | PJ | PT | MPJ  | AP   | 3P   | LL   | RT  | AS | BR | TO  | PPJ  |
| -------- | ------------------ | -- | -- | ---- | ---- | ---- | ---- | --- | -- | -- | --- | ---- |
| 2012–13  | Cajasol Sevilla    | 7  | 0  | 14.9 | .500 | .500 | .667 | .7  | .0 | .3 | .1  | 2.6  |
| 2013–14  | Cajasol Sevilla    | 32 | 32 | 14.9 | .476 | .333 | .607 | 2.8 | .3 | .6 | .9  | 6.7  |
| 2014–15  | Baloncesto Sevilla | 34 | 34 | 21.7 | .471 | .313 | .774 | 4.8 | .4 | .9 | 1.0 | 10.7 |
| Carreira | Carreira           | 73 | 66 | 17.1 | .482 | .381 | .682 | 2.7 | .2 | .6 | .6  | 6.6  |

Fonte:

## Prêmios e Homenagens
NBA
- Campeão da NBA: 2024
- NBA All-Star: 2018
- NBA All-Rookie Team:
  - Primeiro Time: 2016

## Vida pessoal

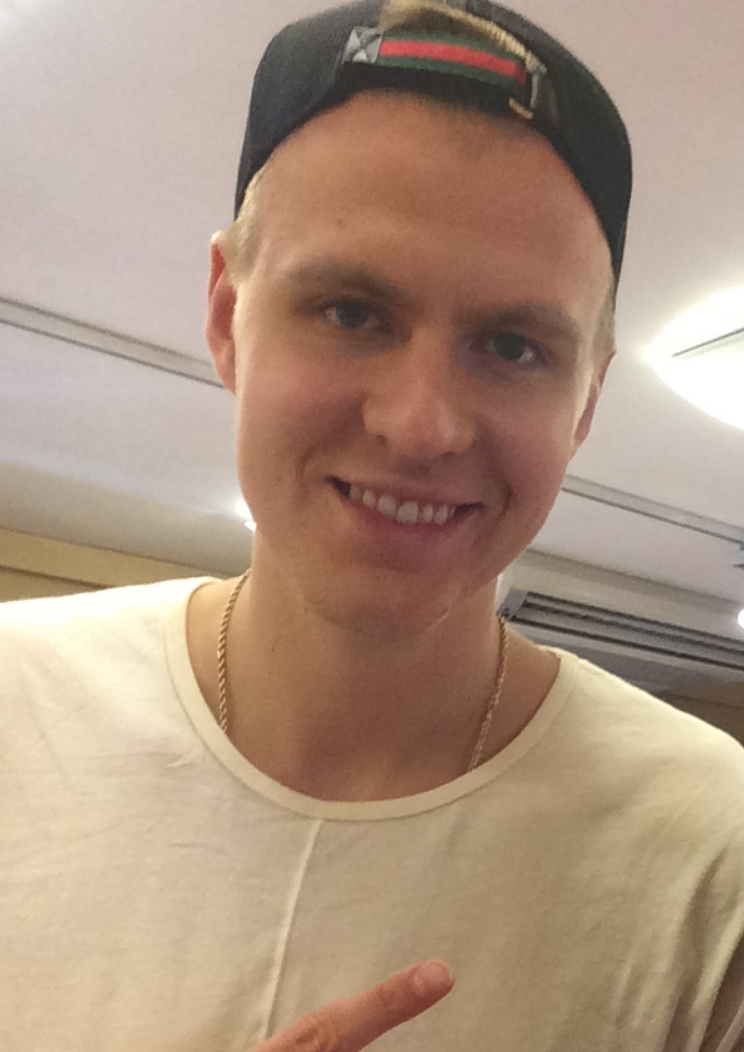
Kristaps Porziņģis em 2017, quando esteve na Letónia

Porziņģis nasceu de pais que tinham experiência jogando basquete. Talis, seu pai, competiu semi-profissionalmente antes de se tornar motorista de ônibus. Sua mãe, Ingrīda, jogou na Seleção Letã juvenil. O irmão mais velho de Kristaps, Jānis, também jogou profissionalmente, enquanto Mārtiņš, que é aproximadamente quinze anos mais velho que seu irmão mais novo, também era um ávido jogador. No documentário E:60 de 2017 sobre a vida de Porziņģis, seus pais revelaram que tiveram outro filho, Toms, que nasceu quatro anos antes de Kristaps e morreu aos 14 meses. Por meio de um intérprete, Ingrīda disse sobre a morte de Toms: "Parecia que uma escavadeira havia atropelado minha vida. Tínhamos outros dois filhos de quem precisávamos cuidar. Tínhamos que viver. Depois que Kristaps nasceu, foi como se ele teve que viver por duas vidas."
Jānis Porziņģis jogou no Eurocup e jogou basquete profissional europeu em várias ligas nacionais, incluindo a Liga Italiana, por mais de 10 anos. Kristaps falou sobre o relacionamento com seu irmão em uma entrevista: "Nós dividimos os detalhes. Assistimos ao filme juntos. Ele está sempre me pressionando para trabalhar duro. Passamos muito tempo juntos e falamos sobre basquete o tempo todo." O velho Porziņģis o ajudou a treinar no verão e a malhar na academia em preparação para a competição internacional em 2012.
Após duas temporadas na Espanha e quase dois anos morando em Sevilha, Porziņģis conseguiu falar espanhol com muito mais fluência. Porziņģis é, portanto, fluente em três idiomas diferentes, incluindo o inglês. Um executivo da NBA disse: "Ele fala inglês muito bem e não vejo que seja tão difícil uma transição fora da quadra". Em outubro de 2016, Porziņģis assinou um contrato com a Adidas, o mais lucrativo para um jogador europeu. Ele mudou para a Adidas depois de fazer parceria com a Nike em sua temporada de estreia.
Porziņģis é fã de futebol e torce pelo time de sua cidade natal, o FK Liepāja, assim como pelo Real Madrid e pelo seu ex-clube, Sevilla. Ele também é um ávido fã de Counter-Strike: Global Offensive, que joga regularmente.

### Alegação de estupro e possível extorsão
Em março de 2019, foi revelado publicamente que uma mulher acusou Porziņģis de estuprá-la em fevereiro de 2018, horas depois que ele rasgou seu ligamento cruzado anterior. A mulher teria dito à polícia que esperou mais de um ano para se apresentar porque havia discutido receber um pagamento de US $ 68.000 de Porziņģis para ficar quieta. O advogado de Porziņģis, Roland G. Riopelle, negou publicamente a alegação e disse que já havia encaminhado o caso às autoridades federais devido às "exigências extorsivas do acusador".